# Ragtime and Rags
Ragtime and Rags è un album di Cesare Poggi, pubblicato nel 1980 su etichetta Dire.
È stato realizzato con la collaborazione di Tullio De Piscopo alla batteria e Ronnie Jackson al basso.

## Tracce
LATO A
1. Pine Apple Rag (Scott Joplin)
2. Heliotrope Bouquet (Scott Joplin)
3. Pastime n° 2 (Artie Matthews)
4. The Entertainer's Rag (Marcus Roberts)
5. Echo Of Spring (Willie "The Lion" Smith)
6. Kitten On The Keys (Zez Confrey)

LATO B
1. Honky Tonky Bibi (Cesare Poggi)
2. J. R. M. Suite (Cesare Poggi)
3. Tributo a Waller (Cesare Poggi)
4. Mamie's Blues (Jerry Roll Morton)
5. Stop Time Rag (Scott Joplin)